# 怪談牡丹燈籠
《怪談牡丹燈籠》，2019年10月於日本NHK BS Premium「Premium電視劇」週日時段（22:00 - 22:49，JST）播出的電視劇，共四集，由尾野真千子主演。此劇改編自日本落語家三遊亭圓朝創作的知名落語演目暨三大怪談之一《牡丹燈籠》，第一集播出30分鐘加長版；並另於NHK BS4K頻道播出，分為《因之卷》、《果之卷》上下兩集，各120分鐘。
另，同年12月28日晚間10點至11點30分，於NHK BS Premium播出《怪談牡丹燈籠 異聞「阿露與新三郎」》特別版。 
原故事之改編版本的主角多為「阿露」，NHK此真人版以另一全新視角改編為連續劇，以「阿國」此帶有反派色彩的女性為主角，因此稱為「令和版」之《怪談牡丹燈籠》。此劇於5月上旬開鏡。

## 登場人物
- 阿國：尾野真千子

飯島平左衞門的小妾。原為飯島家夫人阿律的貼身女傭，夫人死後，成為飯島家小妾，並與鄰居宮邊源次郎私通，計議謀奪飯島家的家產。
- 宮邊源次郎：柄本佑

飯島家隔壁的次男。生性不學無術，遭父親逐出家門後因飯島平左衞門的緩頰才得以返家。與阿國私通。
- 萩原新三郎：中村七之助（日语：中村七之助 (2代目)）

俊美的浪人。對飯島家的獨生女阿露一見鍾情。
- 阿露：上白石萌音

飯島平左衞門的女兒，愛上萩原新三郎。因思念成疾而亡，化作幽魂前來見新三郎。
- 阿米：戶田菜穗

阿露的僕人。
- 飯島平左衛門：髙嶋政宏（日语：髙嶋政宏）

江戶城御書院領導者，擁有八百石俸祿的武士，劍術高手。妻子阿律病死後，與女兒阿露相依為命。
- 黑川孝藏：若葉龍也

飯島家的家臣，效忠於武家。不知父親與飯島平左衛門年輕時發生的過節。
- 山本志丈：谷原章介

萩原新三郎的醫師友人。將阿露介紹給新三郎，但反對兩人的戀情。
- 伴藏：段田安則（日语：段田安則）

在新三郎手下工作的下人。
- 阿峰：犬山犬子

伴藏的妻子。
- 相川新五兵衛：中原丈雄（日语：中原丈雄）

阿德的父親。
- 阿德：石橋菜津美（日语：石橋菜津美）

愛上黑川孝助的武家之女。
- 白翁堂勇齋：笹野高史（日语：笹野高史）

陰陽師。
- 良石和尚：伊武雅刀

新幡随院寺廟主持。

## 製作團隊
- 編劇：源孝志（日语：源孝志）
- 配樂：阿部海太郎
- 旁白：神田松之丞（日语：神田松之丞）（講談師）
- 製作人：千野博彦、伊藤純、川崎直子、八木康夫（日语：八木康夫）
- 導演：源孝志（日语：源孝志）
- 製作：NHK

## 獲得獎項
註：以下獎項獲獎版本為NHK BS4K完整版
- 第36回ATP賞
  - 電視劇部門優秀賞
  - 總務大臣賞
- 第75回文化廳藝術祭（日语：芸術祭 (文化庁)）
  - 電視劇部門優秀賞[4]

## 播出日程

### NHK BS Premium版
| 集數 | 播出日期 | 標題 副標題                       | 時長   |
| ---- | -------- | --------------------------------- | ------ |
| 1    | 10月06日 | 卷之壹：發端 惡女與聖女，命運之戀 | 79分鐘 |
| 2    | 10月13日 | 卷之貳：殺意 阿露悲戀。密通之夜   | 49分鐘 |
| 3    | 10月20日 | 卷之參：因緣 殺了我吧！           | 49分鐘 |
| 4    | 10月27日 | 卷之肆：復仇 壯烈惡女，為愛而亡！ | 49分鐘 |

### NHK BS4K完整版
| 集數 | 播出日期 | 標題         | 時長    |
| ---- | -------- | ------------ | ------- |
| 1    | 12月07日 | 前篇：因之卷 | 120分鐘 |
| 2    | 12月14日 | 後篇：果之卷 | 120分鐘 |

## 外部連結
- NHK官方網站
- NHK製作發表 （页面存档备份，存于）